# Kia Seltos
Der Kia Seltos ist ein Kompakt-SUV des südkoreanischen Automobilherstellers Kia Motors und das erste in Indien vermarktete Modell der Marke. In China wurde das SUV bis zum Facelift als Kia KX3 verkauft.

## Geschichte
Einen ersten Ausblick auf das Fahrzeug gab es im Rahmen der Auto Expo mit dem Kia SP Concept im Februar 2018. Eine weiterentwickelte Version dieses Konzeptfahrzeugs zeigte Kia auf der Seoul Motor Show im März 2019 mit dem Signature Concept. Vorgestellt wurde das Serienfahrzeug am 20. Juni 2019 in Neu-Delhi. Zunächst kam der Seltos im Sommer 2019 in Indien und Südkorea in den Handel. Produziert wird der Seltos im südkoreanischen Gwangju und im indischen Penukonda (Distrikt Sri Sathya Sai, Andhra Pradesh). Die Version für den nordamerikanischen Markt präsentierte Kia im November 2019 auf der LA Auto Show. Eine überarbeitete Version der Baureihe wurde im Juni 2022 vorgestellt.

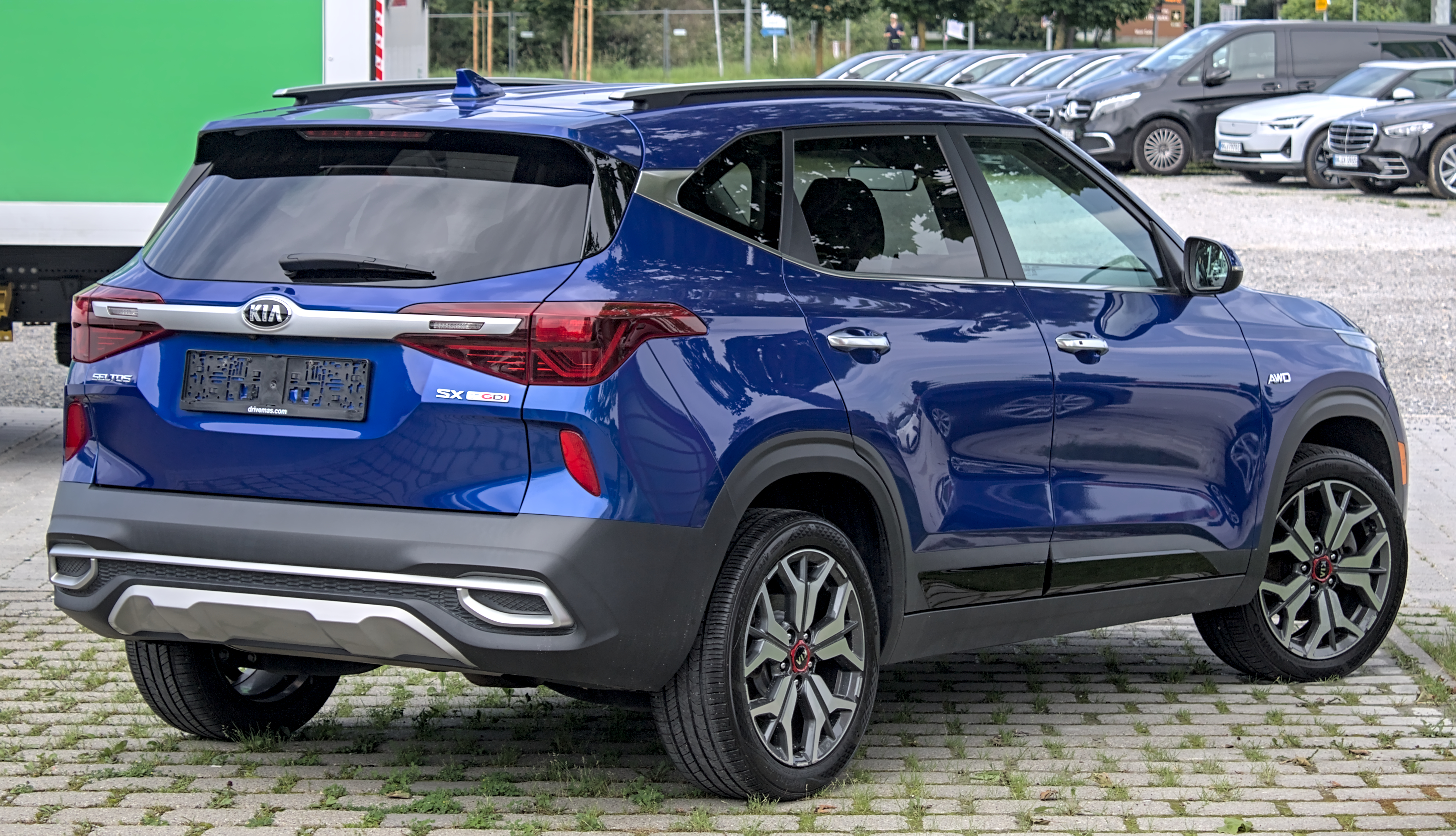
Heckansicht
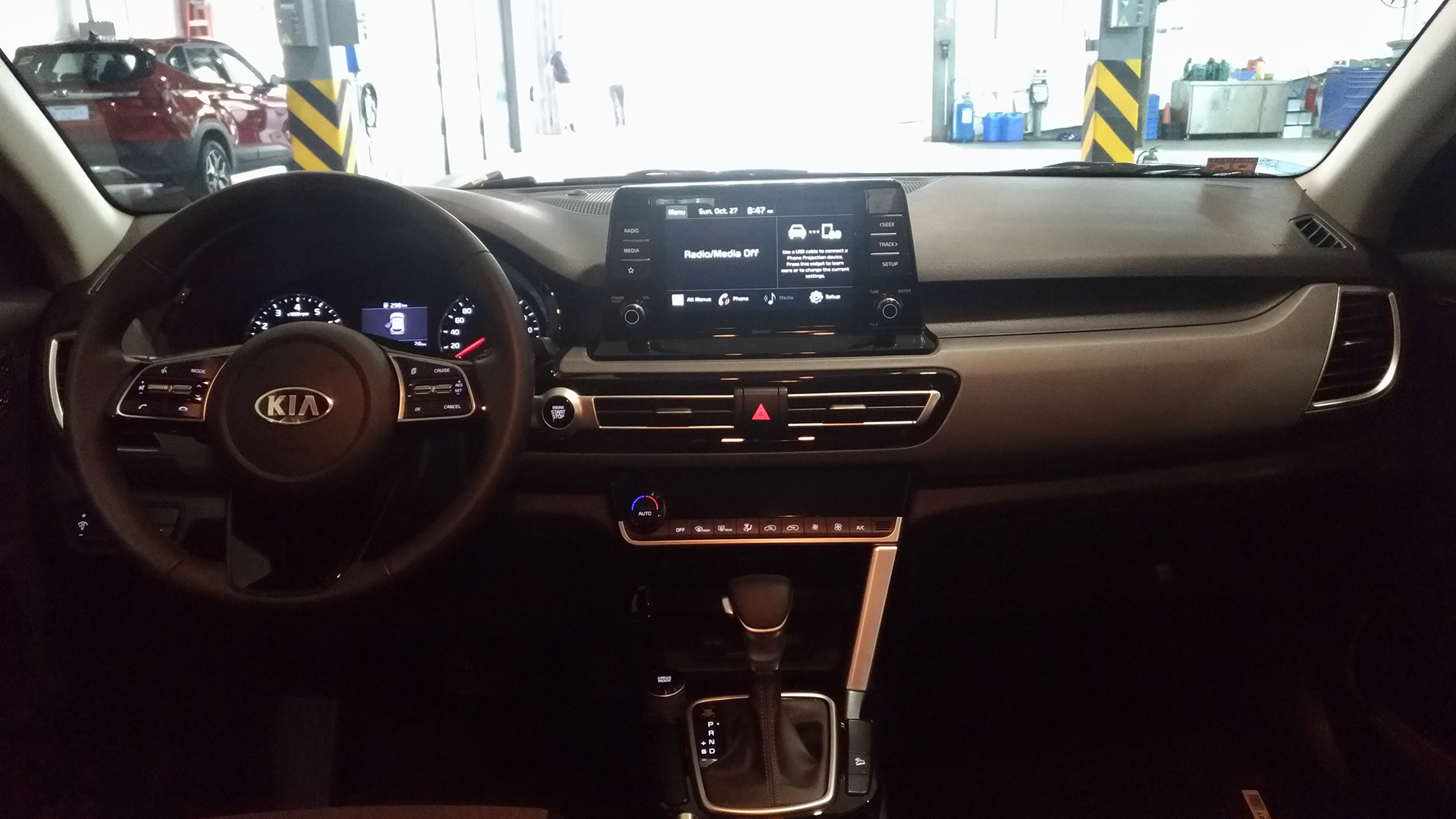
Innenansicht
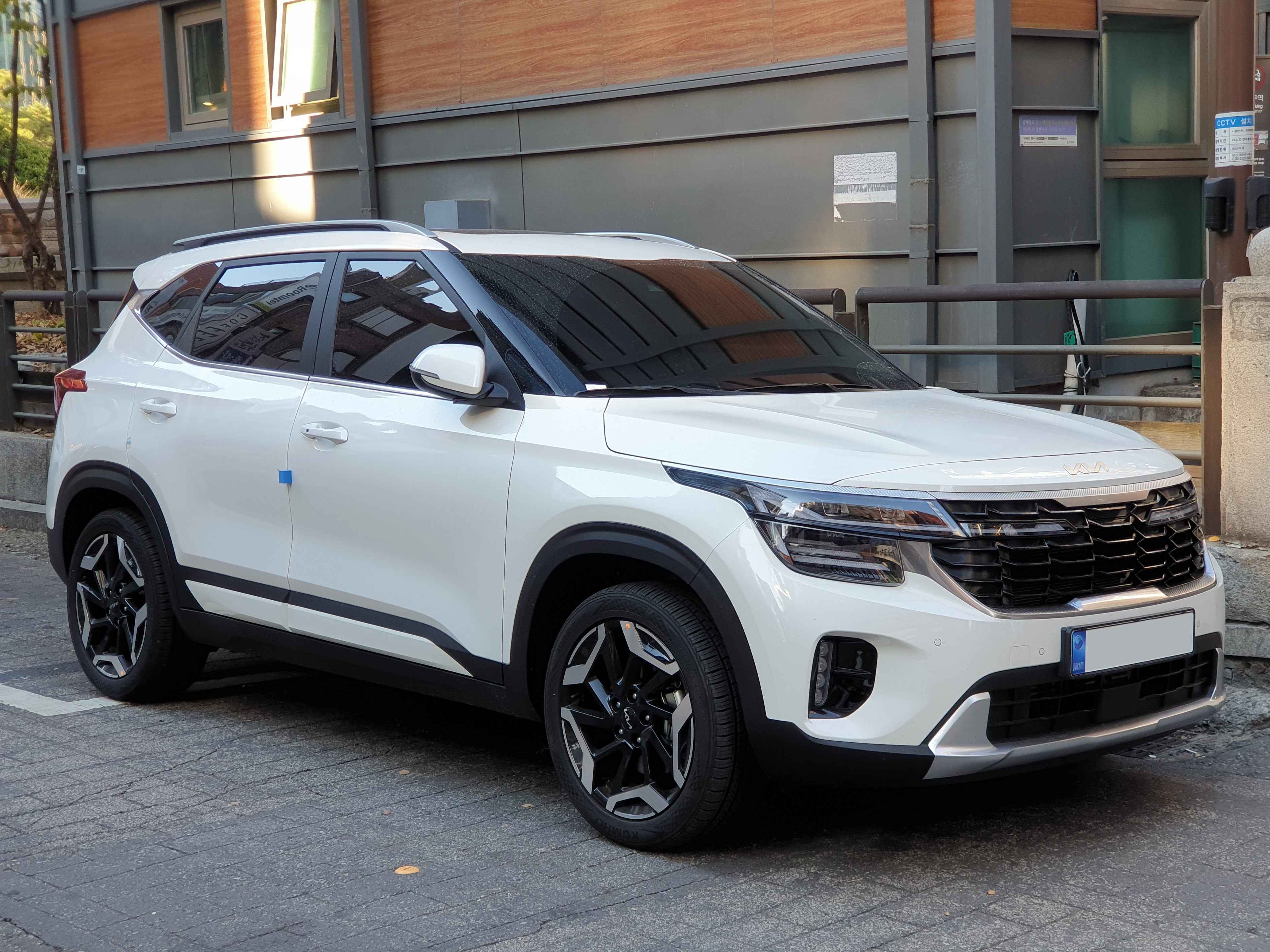
Kia Seltos (seit 2022)
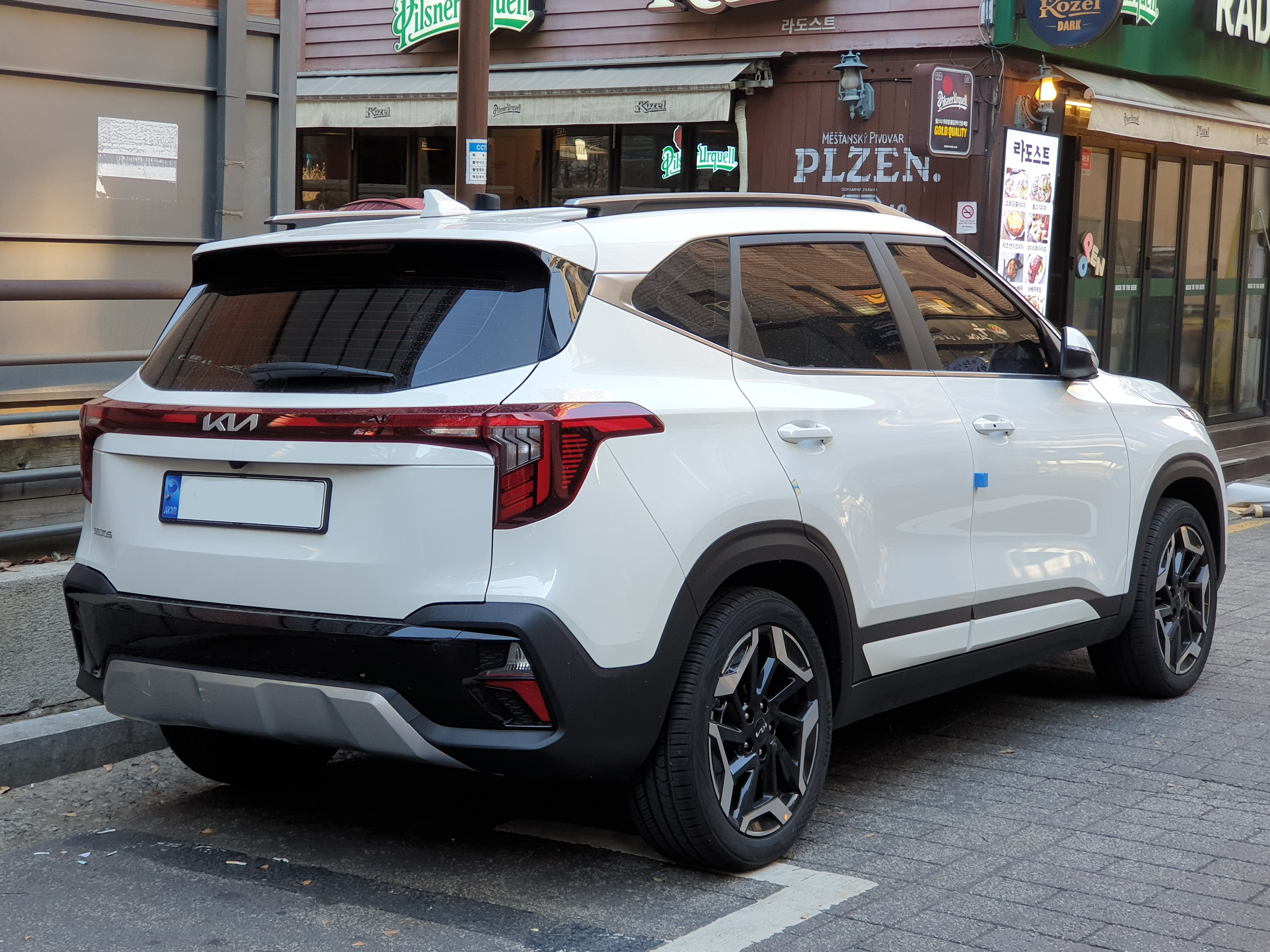
Heckansicht
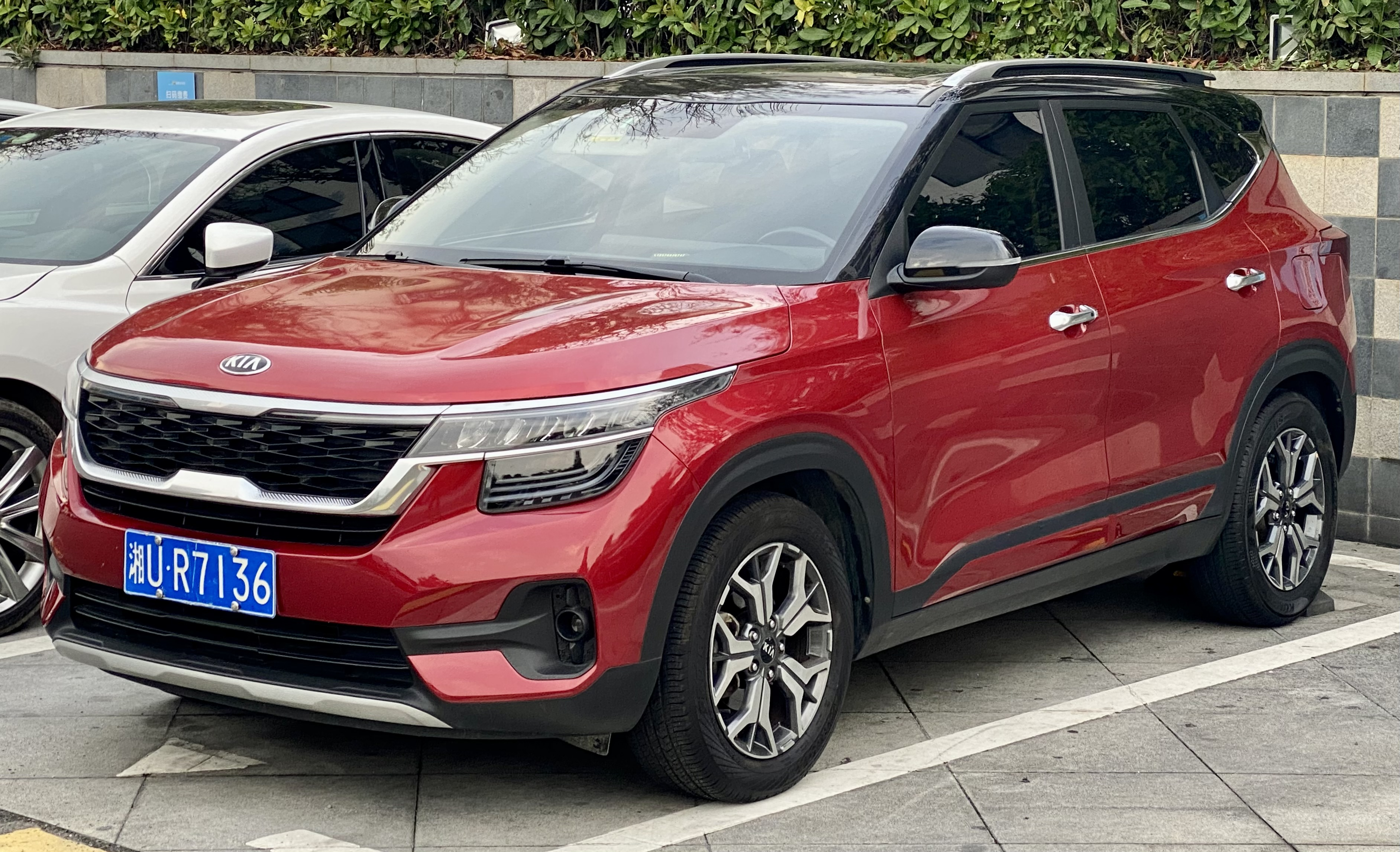
Kia KX3

Der Kia Carens der fünften Generation ist ein SUV mit drei Sitzreihen auf Basis des Seltos und wird seit Februar 2022 ebenfalls im indischen Anantapur gefertigt. Die Seitenlinie greift an der D-Säule den sogenannten Hofmeister-Knick auf.

## Hintergrund
Der Name des Fünfsitzers ist von „Celtos“, dem Sohn Hercules’, aus der griechischen Mythologie abgeleitet.

## Technische Daten
In Indien wird der Seltos von einem 1,5-Liter-Ottomotor mit 85 kW (116 PS) oder einem 1,5-Liter-Dieselmotor mit 85 kW (116 PS) angetrieben. In Südkorea standen bis zur Modellpflege ein 1,6-Liter-Ottomotor mit 130 kW (177 PS) oder ein 1,6-Liter-Dieselmotor mit 100 kW (136 PS) zur Auswahl. Für den nordamerikanischen und australischen Markt wird ein 1,6-Liter-Ottomotor mit 130 kW (177 PS) oder ein 2,0-Liter-Ottomotor mit 110 kW (150 PS) angeboten.
|                                             | 1.4 T-GDI                        | 1.5 T-GDI                        | 1.5                      | 1.6 T-GDI                         | 1.6 T-GDI                         | 2.0                               | 1.5 CRDi                   | 1.6 CRDi                            |
| Markt                                       | Indien, China                    | Indien, Südafrika                | Indien, China, Südafrika | Südkorea, Nordamerika             | Südkorea, Nordamerika             | Südkorea, Nordamerika, Israel     | Indien, Südafrika          | Südkorea                            |
| Bauzeitraum                                 | 08/2019–07/2023                  | seit 07/2023                     | seit 08/2019             | 07/2019–04/2023                   | seit 06/2022                      | seit 01/2020                      | seit 08/2019               | 07/2019–06/2022                     |
| Motorkenndaten                              |                                  |                                  |                          |                                   |                                   |                                   |                            |                                     |
| Motortyp                                    | R4-Ottomotor                     | R4-Ottomotor                     | R4-Ottomotor             | R4-Ottomotor                      | R4-Ottomotor                      | R4-Ottomotor                      | R4-Dieselmotor             | R4-Dieselmotor                      |
| Motoraufladung                              | Turbolader                       | Turbolader                       | ––                       | Turbolader                        | Turbolader                        | —                                 | Turbolader                 | Turbolader                          |
| Hubraum                                     | 1353 cm³                         | 1482 cm³                         | 1497 cm³                 | 1591 cm³                          | 1598 cm³                          | 1999 cm³                          | 1493 cm³                   | 1598 cm³                            |
| max. Leistung bei min−1                     | 103 kW (140 PS) / 6000           | 118 kW (160 PS) / 5500           | 85 kW (116 PS) / 6300    | 130 kW (177 PS) / 5500            | 145 kW (197 PS) / 6000            | 110 kW (150 PS) / 6200            | 85 kW (116 PS) / 4000      | 100 kW (136 PS) / 4000              |
| max. Drehmoment bei min−1                   | 242 Nm / 1500–3200               | 253 Nm / 1500–3500               | 144 Nm / 4000            | 265 Nm / 1500–4500                | 265 Nm / 1600–4500                | 179 Nm / 4500                     | 250 Nm / 1500–2750         | 320 Nm / 2000–2250                  |
| Kraftübertragung                            |                                  |                                  |                          |                                   |                                   |                                   |                            |                                     |
| Antrieb, serienmäßig                        | Vorderradantrieb                 | Vorderradantrieb                 | Vorderradantrieb         | Vorderradantrieb                  | Vorderradantrieb                  | Vorderradantrieb                  | Vorderradantrieb           | Vorderradantrieb                    |
| Antrieb, wahlweise                          | —                                | —                                | —                        | (Allradantrieb)                   | (Allradantrieb)                   | (Allradantrieb)                   | —                          | (Allradantrieb)                     |
| Getriebe, serienmäßig                       | 6-Gang-Schaltgetriebe            | 6-Gang-Schaltgetriebe            | 6-Gang-Schaltgetriebe    | 7-Stufen-Doppelkupplungsgetriebe  | 8-Stufen-Automatikgetriebe        | Stufenloses Getriebe              | 6-Gang-Schaltgetriebe      | 7-Stufen-Doppelkupplungsgetriebe    |
| Getriebe, wahlweise                         | 7-Stufen-Doppelkupplungsgetriebe | 7-Stufen-Doppelkupplungsgetriebe | Stufenloses Getriebe     | —                                 | —                                 | —                                 | 6-Stufen-Automatikgetriebe | —                                   |
| Messwerte                                   |                                  |                                  |                          |                                   |                                   |                                   |                            |                                     |
| Höchstgeschwindigkeit                       | 190 km/h                         | 195 km/h                         | 172 km/h                 | 200 km/h                          | k. A.                             | 190 km/h                          | 175 km/h                   | k. A.                               |
| Beschleunigung, 0–100 km/h                  | k. A.                            | 8,9 s                            | 12,2 s                   | 8,1 s                             | k. A.                             | 9,3 s                             | 12,0 s                     | k. A.                               |
| Kraftstoffverbrauch auf 100 km (kombiniert) | 6,3 l Super                      | k. A.                            | 6,1 l Super              | 7,9–8,5 l Super (8,8–9,2 l Super) | 7,8–8,5 l Super (8,5–9,3 l Super) | 7,6–8,1 l Super (8,1–8,8 l Super) | k. A.                      | 5,7–6,1 l Diesel (6,2–6,8 l Diesel) |
| CO2-Emissionen, kombiniert:                 | k. A.                            | k. A.                            | k. A.                    | 132–143 g/km (152–155 g/km)       | 130–142 g/km (142–156 g/km)       | 128–135 g/km (137–48 g/km)        | k. A.                      | 105–113 g/km (116–127 g/km)         |
| Tankinhalt                                  | 50 l                             | 50 l                             | 50 l                     | 50 l                              | 50 l                              | 50 l                              | 50 l                       | 50 l                                |

Werte in runden Klammern gelten für Modelle mit Allradantrieb.